# Neophasmophaga
Neophasmophaga är ett släkte av tvåvingar. Neophasmophaga ingår i familjen parasitflugor.
Kladogram enligt Catalogue of Life:
| Neophasmophaga | \| \| Neophasmophaga facialis \| \| \| \| \| \| Neophasmophaga teixeirai \| \| \| \| |
|                | \| \| Neophasmophaga facialis \| \| \| \| \| \| Neophasmophaga teixeirai \| \| \| \| |
|                | Neophasmophaga facialis                                                              |
|                |                                                                                      |
|                | Neophasmophaga teixeirai                                                             |
|                |                                                                                      |